# 新宿末廣亭
新宿末廣亭（しんじゅくすえひろてい）は、東京都新宿区新宿三丁目にある寄席である。

## 概要
都内に4軒存在する落語定席の一つで、落語を中心に、漫才・俗曲などの色物芸が演じられている老舗（「色物」という言葉は寄席に由来する）。末廣亭は、常用漢字である末広亭と表記されることも多く、末広亭の外に掲げられた提灯の中には末「広」亭と書かれたものもある（画像参照）。
かつて人形町に存在した寄席「人形町末廣」とは全くの別物である。また、1940年代後半浅草にあった「浅草末廣亭」は大旦那（北村銀太郎）が開場したものである。

## 歴史
1897年（明治30年）創業。元々は堀江亭という名前で営業していたものを1910年（明治43年）に名古屋の浪曲師の末広亭清風が買い取って末廣亭とした。当時は浪曲席で、現在地よりもやや南寄りの区画に立地していた。
1921年（大正10年）3月の新宿大火で類焼し、復興事業による区画整理で現在地に移転した。そのころ経営の主体も末広亭清風の息子の秦弥之助に移る。1932年（昭和7年）に日本芸術協会の発足に伴い落語定席になる。1945年（昭和20年）第二次世界大戦により焼失したが再建を果たせず、戦前に下谷の竹町で寄席・六三亭を経営した経験があった北村銀太郎が当時の落語界の重鎮であった五代目柳亭左楽のすすめで1946年（昭和21年）3月に再建し、初代席亭と呼ばれる。
1951年（昭和26年）3月に株式会社新宿末廣亭設立。1955年（昭和30年）に二階席を増設した。当時の落語ブームに乗って1961年（昭和36年）に「お笑い演芸館」でテレビ中継進出も果たし、以降「日曜演芸会」、「末廣演芸会」と番組内容とタイトルを変更しつつ1981年（昭和56年）まで続く長寿シリーズになった。
戦後から続いていた落語ブームが下火になって以降も、若手二つ目の勉強の場として深夜寄席を継続開催しており、落語人気が安定した現在では人気を博している。2003年（平成15年）9月には改装工事を実施して椅子席を150席から117席にしてスペースをゆったりさせた。トイレも近代的になり、快適に鑑賞できる環境が整備された。
2011年（平成23年）10月、新宿区の地域文化財第一号に指定。
2020年(令和2年)、新型コロナウイルス感染予防に関する政府の緊急事態宣言とそれに伴う東京都からの営業自粛要請を受け、3月28・29日、4月4日-5月31日は休席（休業)となった。
6月1日から感染防止の対策を講じ、興行によっては昼夜入替制をとり、定員を限定した上で興行を再開。9月19日からは、定員を100％とする代わりに、場内での飲食を禁止した形で興行を続けた。
2021年（令和3年）1月7日に一都三県へ発令された緊急事態宣言を受け、翌日からは客席数を50％に再度制限の上、第三部の出演者の一人当たりの出演時間を短縮することで第三部の終演時間を21:00から20:00に繰り上げて公演を継続した。
正月二之席千秋楽となる予定だった1月20日、落語協会の演者2名（五代目鈴々舎馬風・桃月庵白酒）と前座3名がPCR検査で新型コロナウイルスの陽性反応が確認される。急きょこの日の興行を休席（休業）として全館消毒を実施した。
翌21日からの落語芸術協会担当の一月下席（昼の部主任：三代目三遊亭遊三、夜の部主任：瀧川鯉八）は、感染予防対策の上開催された。24日からは、高座前に飛沫防止のためのアクリル板を置いた。
2021年4月上席からは、上演時間を昼の部 12:00～16:15、夜の部 16:30 - 20:30に短縮・繰り上げての興行になっている。
4月25日からの3回目の緊急事態宣言に対し、末廣亭を含む都内寄席は客席の定員制限や換気、手指消毒などの感染防止策をこれまで通り続けた上で営業することを決めていたが、28日、一転して5月1日から11日までの休業を決定した。
10月26日、高座上のアクリル板が撤去された。
2022年2月の落語芸術協会中席（11 -20日）夜の部では、「笑点」の新メンバーに起用された桂宮治が真打昇進披露興行以降で初めて主任を務め、柳亭小痴楽、六代目神田伯山らの「成金」メンバーが総出演する番組が編成されたことから、当興行から「混雑が予想される興行」については、整理券配布による観客の密集を回避するため、イープラスによる前売券の委託販売を開始した。ただし、宮治が直前で新型コロナウイルスの「みなし感染者」となったため一部日程で休演し、初日から六日目までは伯山、小痴楽、鯉八、桂伸衛門がそれぞれ日替わりで主任（「代バネ」）を務め、宮治は七日目から主任を務めた。
2022年5月、四代目席亭の真山由光が「新型コロナウイルスの影響で2年間売り上げが回復せず、毎月多額の赤字が続いており、積立金を切り崩すなど続けてきたが底を突き、このまま状況が変わらなければ店を畳まなければならない（閉鎖しなければならない）」「前年に行われたクラウドファンディングで受け取った2千万円も一時の運営のつなぎにしかならず、このままでは夏までには経営破綻してしまう」とコロナ禍における経営危機の苦境を訴え、独自にクラウドファンディングを実施。8月末までの期間に、目標とした5千万円には届かなかったが、2470万円の支援が集まった。
2022年8月21日の昼夜公演は、東京の寄席定席の通常公演としては初めて、PIA LIVE STREAMを用いての有料ディレイ配信（23日から配信）が行われた。主任は昼が三遊亭歌る多、夜が林家正雀。
2025年3月上席昼の部（落語芸術協会主催）は、前年8月に死去した四代目桂米丸の追善興行を行う事となり、落語芸術協会のほか、落語協会、上方落語協会、五代目円楽一門会、落語立川流の五派が協力して行う、定席としては初の興行となった。主任は米丸門下の桂米助、桂富丸、桂竹丸、桂米福が日替わり交代で務めた。

## 席亭

### 初代
- 北村銀太郎：1946年（昭和21年） - 1983年（昭和58年））

### 二代目
- 杉田恭子：（1983年（昭和58年） - 1999年（平成11年））

1919年（大正8年）生まれ。北村銀太郎の娘で、再建当時からテケツ（切符売場係）を務めていた。寄席の客離れが進むなかでの女席亭としての奮闘ぶりが1998年（平成10年）1月21日放送のテレビ東京のドキュメンタリー番組「新宿末広亭に生きて・女席亭の50年」、同年12月6日放送のNHK「首都圏'98 不況にふんばる女席亭 -新宿　寄席の師走-」などで取り上げられたことがある。1995年（平成7年）日本芸能実演家団体協議会（芸団協）芸能功労者表彰。1999年（平成11年）3月30日、80歳没。落語協会の発表によると、遺言は「葬式は簡素に。お店は休まないでください……商売が大事、お客様が大切」であったという。

### 三代目
- 北村幾夫：（1999年（平成11年） - 2011年（平成23年））

銀太郎の孫（長男の息子）に当たる。父親は北村一男、母親は元宝塚歌劇団花組に在籍した美柳日紗子。都立目黒高校同級生に立川ぜん馬。日本大学で心理学を専攻後、デパートの配送を請け負う運転手を経て、28歳で末廣亭の仕事に就く。北村は過去のネタ帳をすべて保存しており、2008年2月14日ジュンク堂書店池袋本店でのトークショーで観客に披露した。また、読売新聞記者の長井好弘が近著にて紹介した（後述）。支配人を退いた後は会長となる。

### 四代目
- 真山由光[19]（本名：杉田光隆）：（2011年（平成23年） - ）

銀太郎の孫（真山恵介・杉田恭子夫妻の息子）が現在、4代目支配人の座にある。
なお、銀太郎没後、形式的には銀太郎の息子である北村一男（1996年没）が席亭を継いだが、病弱で入退院を繰り返しており、銀太郎存命中から実務を行っていた杉田恭子が引き続き采配を振っていた。
一部では北村一男を勘定に入れて現席亭を5代目とする数え方もあるが、一般的には2代目杉田恭子、3代目北村幾夫、4代目真山由光とされている。

## 新宿末廣亭で初高座を踏んだ落語家
- 二代目古今亭圓菊
- 林家木久扇
- 五街道雲助
- むかし家今松
- 橘家半蔵
- 柳家一九
- 七代目柳亭燕路
- 柳家喬太郎
- 三遊亭歌武蔵
- 古今亭菊之丞
- 柳家三三

## 設備概要
- 東京の定席としては唯一木造の建物。寄席の伝統を残した、趣のある造りである。客席は1階と2階合わせて計313席あり、1階中央に椅子席、上手下手の両方に桟敷席が設けられている（都内定席で畳敷きの桟敷席があるのはここだけである）。2階席は雛段である。楽屋は1階上手側。その趣のある造りゆえ、映画やドラマ、テレビ番組のロケなどで使用されることが多い。
- 高座の上にかかる額の文字は「和気満堂（右から読んだ場合）」と書かれている。意味「和やかな気分が堂の中に満ち満ちている」[20]。書は中山呑海[注釈 9]の手によるもの[21]。
- 舞台上手には次席出演者の名前の書かれた板をはめこんで掲示する見出しがある。
- 寄席文字の看板ビラは、当初は席亭が自ら書いていたが[22]、橘右近に代わり、その後弟子の橘左近[23]、2022年ごろから橘右門[24]によるものとなっている。番組ごとのビラ剥がし・貼り替えの作業は、東京農業大学落語研究会の学生が長年携わっている[25]。
- 入口上部には、当席出演者の看板が掲示されている。以前は建物の横幅いっぱいに掲示されていたが、出演者が減って以降両端は白黒格子の枠で埋める形となっている。
- 表に面した入口上手側の看板は寄席文字で書かれた主な出演者の名前が貼り出されていたが、2022年の自社クラウドファンディングの時期は、リターンズの一環として高額寄付者の名義（希望者のみ）が掲示された時期があった。
- 場内は開演前・終演後も含めて原則撮影不可。
- 場内での飲食は可能だが、飲酒は不可。

## 番組
毎月10日ごとに出演者・演目が入れ替えられている。毎年1・3・5・7・8・10月の31日は「余一会」として特別興行が行われる。年末は28日まで通常興行を行い、29日は余一会に準ずる特別興行を行う。
- 上席（かみせき）1日 - 10日
- 中席（なかせき）11日 - 20日
- 下席（しもせき）21日 - 30日

出演者は以下のとおり。
- 奇数月上席 - 落語芸術協会
- 奇数月中席 - 落語協会
- 奇数月下席 - 落語芸術協会
- 偶数月上席 - 落語協会
- 偶数月中席 - 落語芸術協会
- 偶数月下席 - 落語協会

同じ協会がまる一日を担当するが昼の部と夜の部では出演者が異なる。なお、これは東京の寄席では通常のことである。席は特別興行などを除いて原則自由席である。一部の特別興行を除き、昼席・夜席の入れ替えはなく、昼夜通しで見ることが可能である。飲酒は禁じられている。
- 昼の部：12：00 - 16：15
- 夜の部：16：45 - 20：30

夜の部の終演時間は2002年6月に30分繰り上がり、21:00となり、さらに新型コロナウイルス感染症拡大の影響で、さらに30分繰り上がり20:30終演となった。
正月の初席は落語芸術協会、二之席は落語協会がそれぞれ担当する。
- 初席は三部入れ替え制となる。令和六年（2024年）の主任（トリ）は第一部：春風亭昇太、第二部：三代目神田松鯉、第三部：桂竹丸である。
- 二之席は昼・夜二部制で入れ替えは行わない。令和六年（2024年）の主任（トリ）は昼の部：三代目柳家小満ん、夜の部：四代目柳亭市馬である。

落語芸術協会の真打披露はこの席から始まる。集客と高価な割が見込めるゴールデンウィーク（5月上席）に打つことが多い。
落語芸術協会の興行において、2017年11月から五代目円楽一門会や上方落語協会・立川流からの交互出演枠を設けるようになった。また、講談・浪曲師の出演機会も多くなっている。特に7月下席の三遊亭遊雀・六代目伯山の交互主任興行、12月中席の伯山主任興行が慣例化しており、この席に関しては混雑するため、原則として昼夜入れ替えとなる。
また、主任を務める芸人の意向により、協会所属外の芸人も多く出演するなど、前例に捉われない顔付けを行う事も多い。
余一会については所属団体の縛りはなく、落語協会・落語芸術協会のほかに、円楽一門会・落語立川流の演者も出演する特別興行（主に独演会、二人会、一門会）が行われる。以下は特に毎年恒例となっている。
- 「落協レディース只今参上!」（毎年1月） - 落語協会所属の女性落語家・色物芸人のみが出演する特別興行。プロデュースは三遊亭歌る多。
- 円楽一門会（毎年5月） - 定席に出演機会のない円楽一門会所属の落語家が出演する。
- 立川流一門会（毎年8月） - 定席に出演機会のない落語立川流所属の落語家が出演する。また立川ぜん馬の妻であるさこみちよも色物として「江戸の唄」を披露する。
- さん喬・権太楼二人会（毎年12月29日） - 落語協会の柳家さん喬と柳家権太楼による、新宿末廣亭の年末の大トリを飾る特別興行[注釈 16][29]。

## 深夜寄席
落語芸術協会・落語協会の二ツ目の芸人に会場を貸し出し、芸人自身の自主興行の形で運営されている。毎土曜日にほぼ必ず開催される（午後9:30-11:30前後）。入場料は発足当時から長年500円だったが、2017年5月から1,000円に、2024年より1500円に値上げされた。夜の部から通しで見ることはできない。1回のイベントで二ツ目の落語家・講談師が4人上がる。期待の若手がたっぷり聞けることから（20 - 30分前後）、近年は夜席の最中から寄席前に行列ができ、テレビなどでもしばしば取り上げられている。
なお、2020年移転以降は新型コロナウイルス感染症の流行に伴う感染防止対策のため休止となっていたが、2023年4月より当面の間は最終土曜日に、落語協会と落語芸術協会が月ごと交互出演の形で二ツ目芸人による月1回の興行が復活した。

## 五派で深夜
五派＝落語芸術協会・落語協会・円楽一門会・落語立川流・上方落語協会の二つ目計5名が、前述深夜寄席と同じ時間（午後9:30-11:30前後）に料金1000円で落語を聴かせるというものである。開始当初は江戸の4団体による「四派で深夜」だったが、後に上方を加えて五派体制になった。

## 他のイベント・その他
- 定席終演後に、落語協会・落語芸術協会に所属しない芸人のイベントも開催する。吉本興業が借りて興行を打つこともあり、中川家がライブを行っていたこともある。また、ロケット団（落語協会・漫才協会所属）は隔月で定例集会（独演会）を2019年まで定席終了後に開催していたが、2020年の休業を機に会場が変更された。
- 印刷物・サイト・場内掲示物などの芸名の表記において、一部旧字（「萬」「龍」「圓」など）を用いず、新字（「万」[30]「竜」「円」）で表記している。寄席文字によるめくり・看板ビラは旧字を使用。
- 2022年9月16日より新宿エリアのユニクロ4店舗限定で、この日開店したユニクロ新宿三丁目店のオープンを記念して末廣亭をはじめとした新宿エリアの有名企業・団体とのコラボTシャツとトートバッグを販売。同日から10月30日まで、末廣亭では自社のコラボTシャツ着用もしくはトートバッグ持参の来場者の一般料金を学生料金に割引するサービスを実施した（例外日あり）[31][32]。
- 2023年9月、ファイナルファンタジーXIVと伊勢丹のコラボイベント「ファイナルファンタジーXIV×伊勢丹-A DECADE'S JOURNEY」 の一環として、また伊勢丹新宿店が神田から新宿へ移転の90周年記念商品として、末廣亭とファイナルファンタジーXIVのコラボ手ぬぐいを作成。伊勢丹新宿店とオンラインで限定販売した[33]。
- 2023年9月、伊勢丹新宿移転90周年を記念して、新宿にゆかりのある人が思い入れのある場所で撮影したスナップ写真のポスター「新宿90スナップ」に、二代目林家木久蔵（撮影場所：新宿末廣亭）と、石川敬子（喫茶「楽屋」3代目店主）が登場している[34]。
- 2023年10月、無印良品新宿靖国通り店リニューアルオープンの広告に、末廣亭で撮影した林家つる子の写真が使われた[35]。
- 1946年に末廣亭の隣に開店し、出演者や観客の飲食の場として親しまれてきた「ビフテキ家あづま」新宿店が2025年6月29日で閉店した[36]。系列店の「レストランあづま」銀座店は引き続き営業している。

## 料金
- 一般 3,000円
- シニア（65歳以上）2,700円
- 学生（中学生以上）2,500円
- 友の会会員（優待会員）2,500円
- 障害者割引（障害の種別無く）2,500円（手帳提示の事）
- 小学生 2,200円

正月興行や余一会などの特別興行は木戸銭3,500円となる。前述の通り2022年2月から「混雑が予想される興行」に関しては、販売委託されたイープラス・ぴあによる前売りが行われる。ただし、当日の整理券配布も従来通り行われている。
年会費1万円で「末廣亭友の会」の会員になることができ、各種優待制度が設けられている。その他に団体割引などあり（いずれも、2014年5月現在）。通常公演の貸切りは行っていないが、午前中（9時30分-11時）に貸切り公演を行うことは可能。

## 定紋

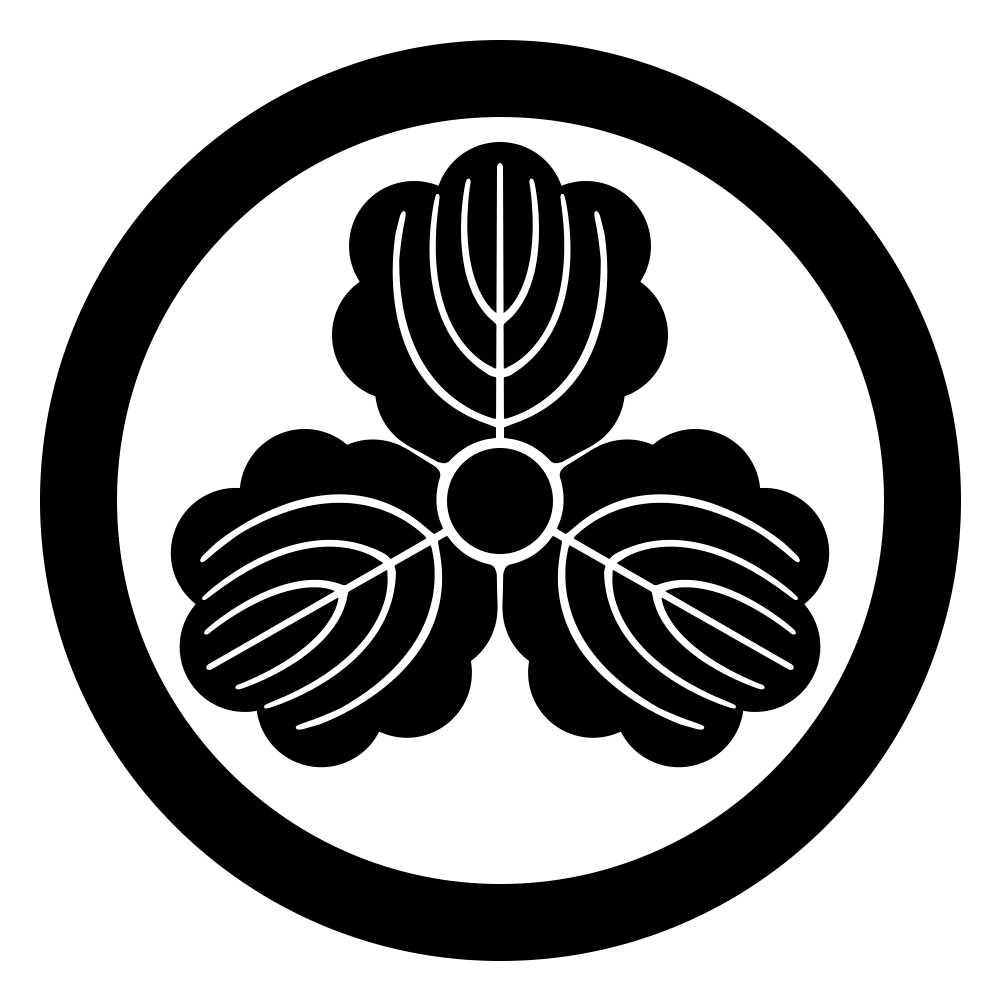
丸に三ツ柏

## 書籍
- 長井好弘『新宿末広亭のネタ帳』 ISBN 9784757215085
- 長井好弘『新宿末広亭』春夏秋冬定点観測 ISBN 9784757208087

新宿末廣亭開場以来、記録・保管されてきたネタ帳を基に出された書籍。長井は読売新聞の落語担当記者・監査委員（当時）。2008年2月14日ジュンク堂書店池袋本店でのトークショーでは、北村がネタ帳を持ち込み、客に披露した。
- 赤塚盛貴『昭和の寄席の芸人たち』（2020年10月、彩流社）ISBN 9784779126796

昭和30年代中頃～40年代中頃まで新宿末廣亭のプログラム用の写真撮影を依頼されていた元専属写真術師の高座写真集。

### スタッフの著書

#### 三代目席亭・北村幾夫
- 秋山真志『寄席の人たち』 ISBN 9784420310161

北村へのインタビュー。

#### 創業者・初代席亭・北村銀太郎
- 北村銀太郎・冨田均『聞書き・寄席末広亭』平凡社ライブラリー ISBN 9784582763799
- 北村銀太郎・冨田均『聞書き・寄席末広亭 続』平凡社ライブラリー ISBN 9784582763836

北村へのインタビュー。杉田恭子も登場する。

#### 支配人・杉田憲治（筆名：真山恵介）
- 真山恵介『寄席がき話』
- 真山恵介『わっはっは笑事典』
- 真山恵介『笑々フマジメな本』
- 真山恵介『落語学入門』

テレビ出演でも知られた演芸評論家の真山恵介=杉田憲治（銀太郎の娘・杉田恭子の夫）は、筆禍事件（新聞連載で、7代圓蔵が牛太郎（妓楼の客引きなどを行う職）だった過去をバラし、いっとき末廣亭から解雇された）など多くの逸話を遺している。

#### 石川光子（喫茶「楽屋」店主）
- 石川光子（述）、石井徹也（著）『新宿末廣亭うら、喫茶「楽屋」』アスペクト ISBN 9784757221666

喫茶「楽屋」は昭和33年開店の末廣亭が経営する喫茶店。末廣亭の裏に入口がある。店主の石川は北村銀太郎の娘。店は2001年に石川敬子が3代目として継いでいる。

## アクセス
- 都営地下鉄新宿線新宿三丁目駅（C4出口）より徒歩1分
  - 東京地下鉄（東京メトロ）丸ノ内線・副都心線の同駅からも行くことができる。
- 都バス、新宿伊勢丹前より徒歩1分
- 新宿駅（東日本旅客鉄道〈JR東日本〉各線・小田急小田原線・京王線・都営地下鉄大江戸線・各社バス）、西武新宿駅から徒歩7分